# Vandrerkarismatiker
Vandrerkarismatiker er en betegnelse for en person, der levede i Det Nye Testamentes tid, som var uden fast bopæl, og som levede af fastboende sympatisørers gæstfrihed. Udtrykket stammer fra den tyske teolog Gerd Theissen (født 1943), som er en af de første, der har studeret Det Nye Testamente med sociologiske metoder. I den forbindelse undersøger han religiøse grupper i Jesus-bevægelsen. Udtrykket ”Jesus-bevægelsen” er Theissens betegnelse for den første gruppe af tilhængere, der samledes omkring Jesus i det 1. århundrede - før kristendommen var etableret som en selvstændig religion i forhold til jødedommen.
I Jesus-bevægelsen ser Theissen to sociale grupper, der havde et særligt indbyrdes samspil. De to grupper var: 1) vandrerkarismatikerne og 2) de fastboende sympatisører. Vandrerkarismatikerne blev anset for at være udvalgt af Gud, og derfor fremsagde de deres udsagn med en særlig autoritet (karisma). Ifølge Theissen var Jesus og hans disciple vandrerkarismatikere.
De fastboende sympatisører (menigheder) gav vandrerkarismatikerne et materielt grundlag for deres virke (husly, føde og klæder). Sympatisørerne anså vandrerkarismatikerne for at være åndelige autoriteter.

## Etiske normer
Vandrerkarismatikerne havde bestemte etiske normer:
- Intet hjem: Vandrerkarismatikerne, der var blevet kaldet til at efterfølge Jesus, forlod hus og hjem og fulgte ham ud i hjemløsheden. (Mar. 1,16; Mark. 10, 28-29) For dem gjaldt ordet: ”Ræve har huler, og himlens fugle har reder, men Menneskesønnen har ikke et sted at hvile sit hoved.” (Matt. 8,20) Over for disciplene gøres vandrerlivet til en pligt. (Matt. 10,5-11)[4]

- Ingen familie: Når vandrerkarismatikerne forlod deres hjem, forlod de samtidig deres familie. (Mark. 10,29) Zebedæussønnerne, der var fiskere, forlod deres far midt i deres arbejde og lod ham blive tilbage i båden. (Mark. 1,20) En anden af Jesu efterfølgere fik besked på, at det var vigtigere at følge Jesus end at begrave sin afdøde far. (Matt. 8,22) Ifølge Jesus kunne had til éns familie ligefrem blive til en forpligtelse: ”Hvis nogen kommer til mig og ikke hader sin far og mor, hustru og børn, brødre og søstre, ja, sit eget liv, kan han ikke være min discipel.” De sande slægtninge var ikke éns kødelige familie, men dem der hørte Guds ord og handlede efter det. (Luk. 8, 19-21)[5]

- Ingen ejendom: Vandrerkarismatikerne havde en kritisk holdning til besiddelse af ejendom og rigdom. De vandrede på Palæstinas landeveje i demonstrativ fattigdom, uden penge, sko eller forråd, kun med én kappe. Dét hørte med til den fuldstændige efterfølgelse: ”Skaf jer ikke guld eller sølv eller kobber i jeres bælter, heller ikke en taske til rejsen eller to kjortler eller sko eller stav.” (Matt. 10, 9-10) I den sammenhæng hører også følgende udsagn af Jesus: ”I kan ikke tjene både Gud og mammon.” (Luk. 16,13) ”Det er lettere for en kamel at komme igennem et nåleøje end for en rig at komme ind i Guds rige.” (Mark. 10,25) Vandrerkarismatikerne stolede på, at Gud nok skulle sørge for, at de fik de jordiske fornødenheder. ”Men søg først Guds rige og hans retfærdighed, så skal alt det andet gives jer i tilgift.” (Matt. 6,33)[6]

- Ingen beskyttelse: Vandrerkarismatikerne satte bevidst deres sikkerhed på spil. De var vigtigt for dem ikke at vise vrede mod deres næste ved at forsvare sig. Den, der blev slået på sin højre kind, skulle også vende den anden kind til. (Matt. 5,39) Også over for domstole og myndigheder skulle de give afkald på at forsvare sig. I stedet skulle de overlade det til Helligånden at finde de rigtige ord. (Matt. 10,19-20)[6]

## Den senere udvikling
I forbindelse med Jesus-bevægelsens udvikling frem mod at blive en verdensomspændende religion (kristendommen) skete der en udvikling i vandrerkarismatikernes socialrolle, siger Theissen. I den palæstinensiske Jesus-bevægelse havde de været de afgørende autoriteter. Men da bevægelsen efter Jesu død bevægede sig uden for Palæstinas grænser, blev det efterhånden de fastboende menighedsledere, der fik det afgørende ord. Vandrerkarismatikerne mistede stadig mere af deres autoritet – og dermed stadig mere af deres betydning.
En følge heraf blev, at etikken bevægede sig bort fra vandrerkarismatikernes normer om ejendomsløshed og afstandtagen fra familier. Menighederne blev i højere grad orienteret mod det sociale samliv i de kristne storfamilier. Paulus giver således anvisninger om forholdet mellem mænd og hustruer, og mellem forældre og børn. (Efeserbrevet, kap. 5,21-33 og Kolossenserbrevet, kap. 3,18-21). Denne udvikling er fortsat helt frem til vor tids kristendom, der sætter familieværdier i høj kurs.